# Stadion MHSK w Taszkencie
Stadion MHSK – nieistniejący już, wielofunkcyjny stadion w stolicy Uzbekistanu, Taszkencie. Został otwarty w 1986 roku. Mógł pomieścić 16 500 widzów. Swoje spotkania rozgrywała na nim drużyna Bunyodkor Taszkent. Stadion był także jedną z aren piłkarskich Mistrzostw Azji U-16 2008. 13 listopada 2008 roku na obiekcie rozegrano ostatnie spotkanie, po czym przystąpiono do jego rozbiórki. W miejsce wyburzonego stadionu MHSK rozpoczęto następnie budowę nowej areny z widownią dla 34 000 widzów.